# Anastasios (arcibiskup tiranský)
Anastasios (vlastním jménem Anastasios Yannoulatos; 4. listopadu 1929 Pireus – 25. leden 2025 Athény) byl pravoslavný arcibiskup Tirany a celé Albánie.

## Život
Narodil se 4. listopadu 1929 ve městě Pireus ve zbožné rodině. Od dětství se aktivně účastnil církevního života.
Roku 1947 byl přijat na teologickou fakultu Athénské univerzity, kterou dokončil roku 1951. Po absolvování studia působil dva roky v armádě a vstoupil do bratrství ZOE, náboženské organizace, která se zaměřovala na duchovní obnovu řecké církve. Jedním z jeho hlavních povolání byla práce s řeckou mládeží. Byl jedním z vůdců studentských hnutí a pracoval v dětských táborech.
Ve stejných letech spolupracoval v mezinárodním pravoslavném hnutí Syndesmos (v letech 1958–1961 byl jeho generálním tajemníkem a v letech 1964–1978 místopředsedou).
Dne 7. srpna 1960 byl vysvěcen na diakona a založil pravoslavné misionářské centrum Porefthentes.
Dne 24. května 1964 přijal svěcení na kněze a odešel působit do Ugandy. Brzy po svém příjezdu onemocněl malárií a musel odejít zpět do Řecka.
V letech 1965–1969 studoval na Hamburské univerzitě a na univerzitě v Marburgu. Zde se zaměřovala na obor historie afrických náboženství, missiologie a etnologie. Poté odešel přednášet na univerzitu v Kampale.
Roku 1972 byl zvolen titulárním biskupem z Androussy a biskupské svěcení přijal 19. listopadu 1972. Stal se vedoucím oddělení vnějších církevních misií řecké církve (Apostoliki Diakonia). Ve stejný rok založil monastýr sv. Jana Křtitele s misionářským zaměřením.
Roku 1981 se ujal na žádost alexandrijského patriarchy Nikolaose úřadu arcibiskupa „locum tenens“ Irinoupolis. Prvním přáním Anastasiose v Africe bylo dokončení a otevření semináře. Organizoval překlad církevních knih do sedmi různých jazyků. Pod jeho vedením bylo postaveno 67 nových kostelů a 25 stávajících bylo zrekonstruováno. Podílel se také na stavbě škol, mateřských škol, mobilních nemocnic a misií. Mezitím působil jako profesor v Athénách.
Roku 1991 jej konstantinopolský patriarchát vyslal do Albánie jako patriarchálního exarchu, aby zde obnovil albánskou autokefální pravoslavnou církev, jelikož po 40 letech brutálního vyhlazování byla pravoslavná církev v Albánii úplně zdevastována. Dne 24. června 1992 byl zvolen arcibiskupem Tirany a celé Albánie a uveden do úřadu byl 2. srpna.
Zemřel 25. ledna 2025 v Athénách.